# Erin Trieb

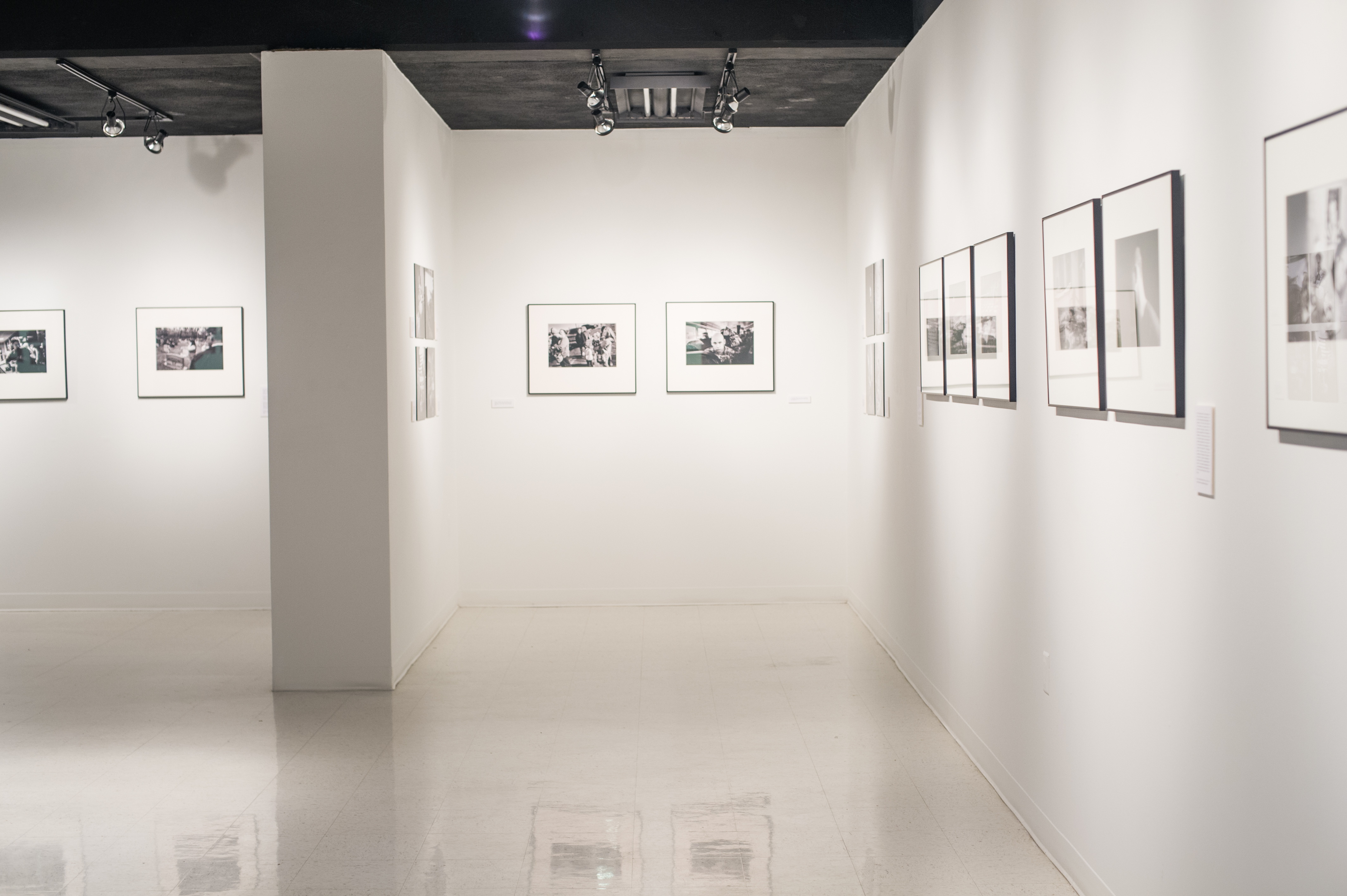
Exposition de photographies d'Erin Trieb en 2015 à Commerce (Texas).

Erin Trieb est une photographe américaine née en 1982.

## Biographie
Depuis 2004, Erin Trieb couvre des conflits ou des thématiques sociales.
Elle réalise des reportages dans son pays, notamment dans l'État où elle a grandi et étudié, le Texas, mais aussi au Moyen-Orient, en Afghanistan et en Afrique du Sud.
Elle suit notamment les combattantes kurdes de Unités de protection de la femme en Syrie,.
En Iraq elle documente la vie des femmes iraquiennes de Mosul après sa libération des troupes d'ISIS.
Elle documente également le retour des soldats d'Afghanistan dans son projet intitulé Home Coming (Retour à la maison).
Elle photographie aux États-Unis Lydia Pogu and Joy Bishara, les deux jeunes filles nigérianes enlevées par Boko Haram qui ont fui en sautant du camion qui les emportait.
En août 2017 elle couvre l'ouragan Harvey lors de son passage au Texas, où vit sa propre famille.
Son travail a été publié dans de nombreuses publications d'importance dans plusieurs pays, comme The New York Times, The Times, Newsweek, Time, GEO ou Der Spiegel.

## Distinctions
- 2007 :  2e place du Pictures of the Year International dans la catégorie « News Picture Story » ;
- 2008 :  3e place du World Press Photo dans la catégorie « Portraits » ;
- 2010 : Prix d'excellence du Pictures of the Year International dans la catégorie « General News Reporting ».